# Засульська волость (Лубенський повіт)
Засульська волость — адміністративно-територіальна одиниця Лубенського повіту Полтавської губернії з центром у селі Засулля.
Станом на 1885 рік — складалася з 18 поселень, 10 сільських громад. Населення 7709 — осіб (3701 осіб чоловічої статі та 4008 — жіночої), 1341 дворових господарств.
Основні поселення волості:
- Засулля — колишнє державне та власницьке село при річці Сула за 2 версти від повітового міста, 261 двір, 1750 мешканців, православна церква, школа, кузня, 19 вітряних млинів.
- Єрківці — колишнє державне село при річці Сула, 222 дворів, 1500 мешканців, православна церква, постоялий будинок, 20 вітряних млинів.
- Піски — колишнє державне село при річці Сула, 228 дворів, 1134 мешканців, православна церква, постоялий будинок, 19 вітряних млинів.
- Солониця — колишнє державне селище при річці Солониця, 148 дворів, 900 мешканців.
- Шершнівка — колишнє державне село при заливі річки Сула, 357 дворів, 2100 мешканців, православна церква, 2 постоялих будинки, 55 вітряних млинів.

Старшинами волості були:
- 1900—1904 року селянин Осип Омелянович Роман[2],[3];
- 1913—1915 року Яків Петрович Левченко[4],[5].